# Radoevtsi
Radoevtsi est un village de la municipalité de Tryavna, dans la province de Gabrovo, dans le centre-nord de la Bulgarie.